# Aicard d'Arles
Vous lisez un « bon article » labellisé en 2009.
Aicard (° v. 1045 - † 1113), dit Aicard d'Arles ou Aicard de Marseille était un religieux français du Moyen Âge, qui fut archevêque d’Arles de 1070 à 1080, à l'époque de la réforme grégorienne et de la querelle des investitures.
Pour des raisons ecclésiastiques (opposition à la réforme grégorienne) mais aussi politiques (fidélité à son suzerain, l'empereur du Saint-Empire romain germanique), il s'opposa au pape et au comte de Provence. Il fut déposé et excommunié en 1080, lors du concile d'Avignon, mais soutenu par sa famille des vicomtes de Marseille, ses clercs et le peuple de la ville d'Arles, il usurpa la fonction d'archevêque de la cité jusqu'à la fin du siècle, puis par intermittence du fait de sa participation à la Première croisade jusqu'à sa mort en 1113. Peu après sa disparition, la réforme grégorienne va définitivement s'imposer dans le diocèse.

## Origine familiale
Aicard est fils du vicomte de Marseille Jaufre Ier et de Rixendis de Millau. Les vicomtes de Marseille sont des fidèles des comtes de Provence et des alliés de la famille des Baux, les principaux acteurs de l'élection au siège métropolitain qu'est le diocèse d'Arles depuis le Ve siècle. Ils possèdent également à Arles de nombreux biens et droits inféodés aux principales familles de guerriers, les milites de la cité, dont les Porcelet. Les vicomtes de Marseille dont l'un des membres est évêque de Marseille sans discontinuité entre 948 et 1073 cherchent ainsi à « contrôler » celui d'Arles.
Par sa mère, Aicard est allié aux vicomtes de Millau qui établissent en cette fin du XIe siècle de nombreux liens matrimoniaux avec les familles comtales ou vicomtales du sud de la France.

## Élection et premières années de l'archiépiscopat
Aicard, d'après l'historien du XVIIIe siècle Jean-Pierre Papon, est d'abord moine de l'abbaye Saint-Victor de Marseille. À la mort de l’archevêque Raimbaud (1069) et à la suite d’un arbitrage entre les grandes familles provençales et le pouvoir comtal, le siège d’Arles lui échoit entre 1069 et 1073, probablement en 1070. La famille des vicomtes de Marseille étant la source de la majeure partie des revenus du chapitre, la mense canoniale, on comprend le soutien apporté par les chanoines arlésiens à Aicard lors de ces tractations.
Dans les premières années de son archiépiscopat, Aicard, en continuateur de son prédécesseur, le réformateur Raimbaud de Reillanne, poursuit la politique d’alliance avec les comtes et la famille des Baux. Cette politique est illustrée par le partage du castrum à élever sur l’île du Pont-Saint-Geniès, une fois l’île récupérée sur le domaine de Pons de Fos. Toutefois, les conditions de ce partage qui accroît la puissance de cette famille vicomtale et de ses alliés inquiètent le comte de Provence Bertrand.

## Le conflit avec le pape et le comte de Provence

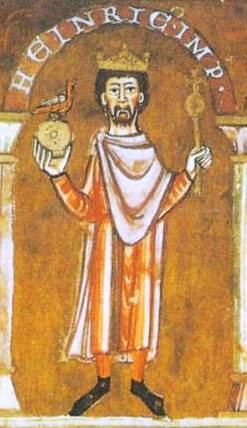
L'Empereur Henri IV, soutenu par Aicard (miniature du XIe siècle).

Rompant avec le climat serein préexistant entre la papauté et l'archevêché d'Arles, Grégoire VII écrit le 1er mars 1079 au peuple et au clergé de la cité pour trouver un nouveau pasteur « convenable ». Le pape confie à l'évêque de Gap, Laugier, la mission de trouver un successeur à Aicard tout en incitant les Arlésiens à porter leur choix sur Laugier lui-même. Son légat Hugues de Die, un prélat non lié aux grandes familles provençales, est désigné comme garant de cette bonne exécution. Cette décision pontificale s'explique par la cristallisation des tensions nouvelles qui opposent Aicard au comte ainsi qu'au pape.

### Le conflit avec le comte

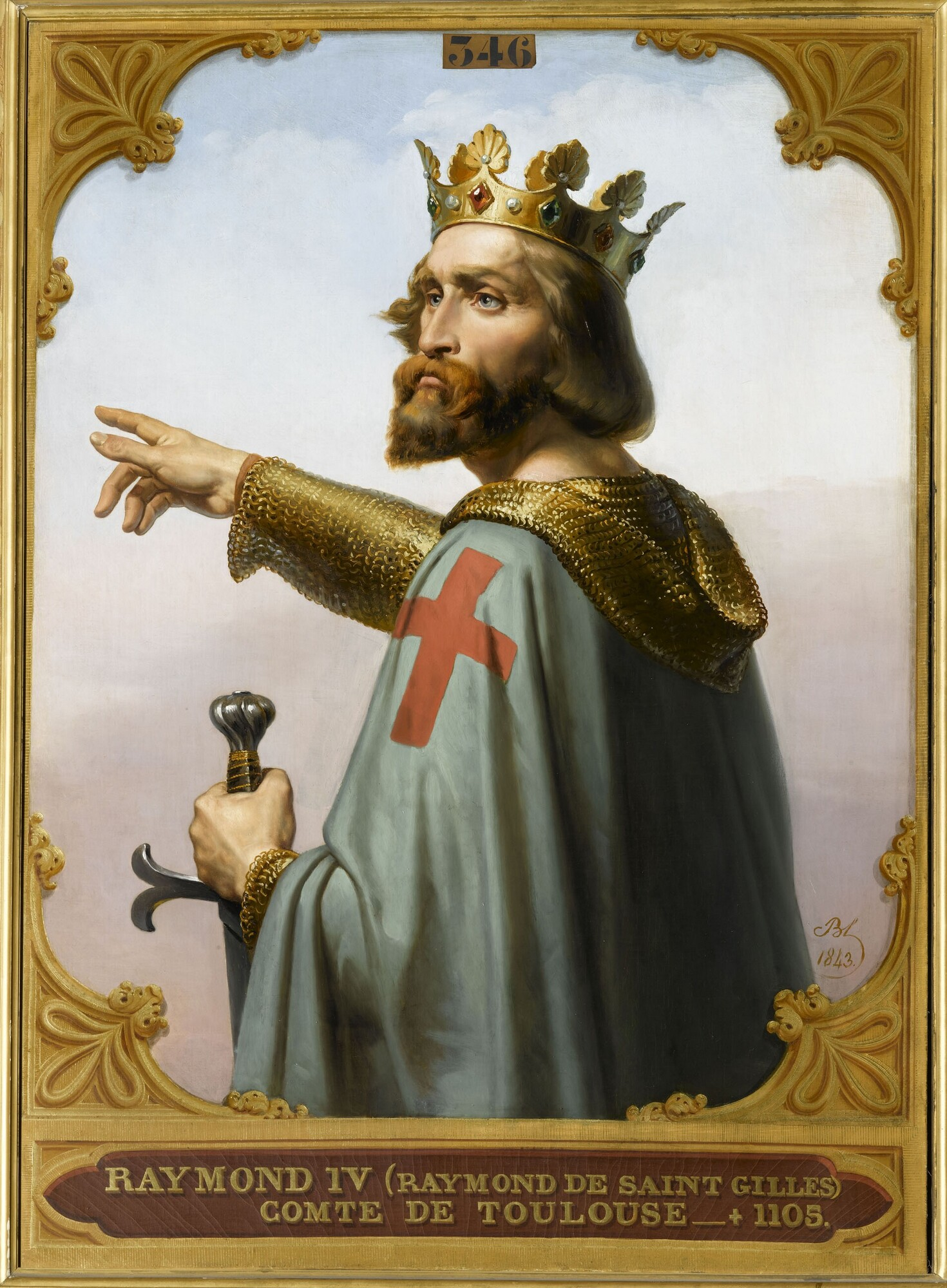
Un soutien d'Aicard, Raymond IV de Toulouse, par Merry-Joseph Blondel. Salles de Croisades, Versailles

Au cours des années 1070, le conflit avec le comte de Provence Bertrand II qui fait preuve de faiblesse s'est peu à peu envenimé. Trois motifs politiques expliquent cet affrontement.
En premier lieu, dans le cadre des évolutions d'alliances seigneuriales, l'archevêque s'est rapproché de l'ennemi de Bertrand, Raymond IV, le comte de Toulouse, comte de Saint-Gilles.
Plus profondément, Bertrand redoute la puissance de la famille des vicomtes de Marseille, seigneurs d'une partie de la cité arlésienne, pourtant son alliée. Or, à cette époque, la lutte pour le pouvoir à Marseille s'est accentuée entre les vicomtes et les abbés de Saint-Victor, plus proches de Bertrand et placés sous la suzeraineté du pape. En 1073, meurt le dernier évêque de Marseille issu de la famille vicomtale. Les Vicomtes de Marseille ne se rendent plus à la Cour du Comte de Provence.
Le conflit éclate à propos de la nomination par Aicard de Bermond comme abbé de Montmajour. Bertrand recherche alors l'appui du pape en accusant l'archevêque de simonie. Le médiéviste Florian Mazel souligne que cette dénonciation auprès du pape aurait eu pour but de légitimer le recours à la violence pour destituer l'abbé de Montmajour.

### Le conflit avec le pape

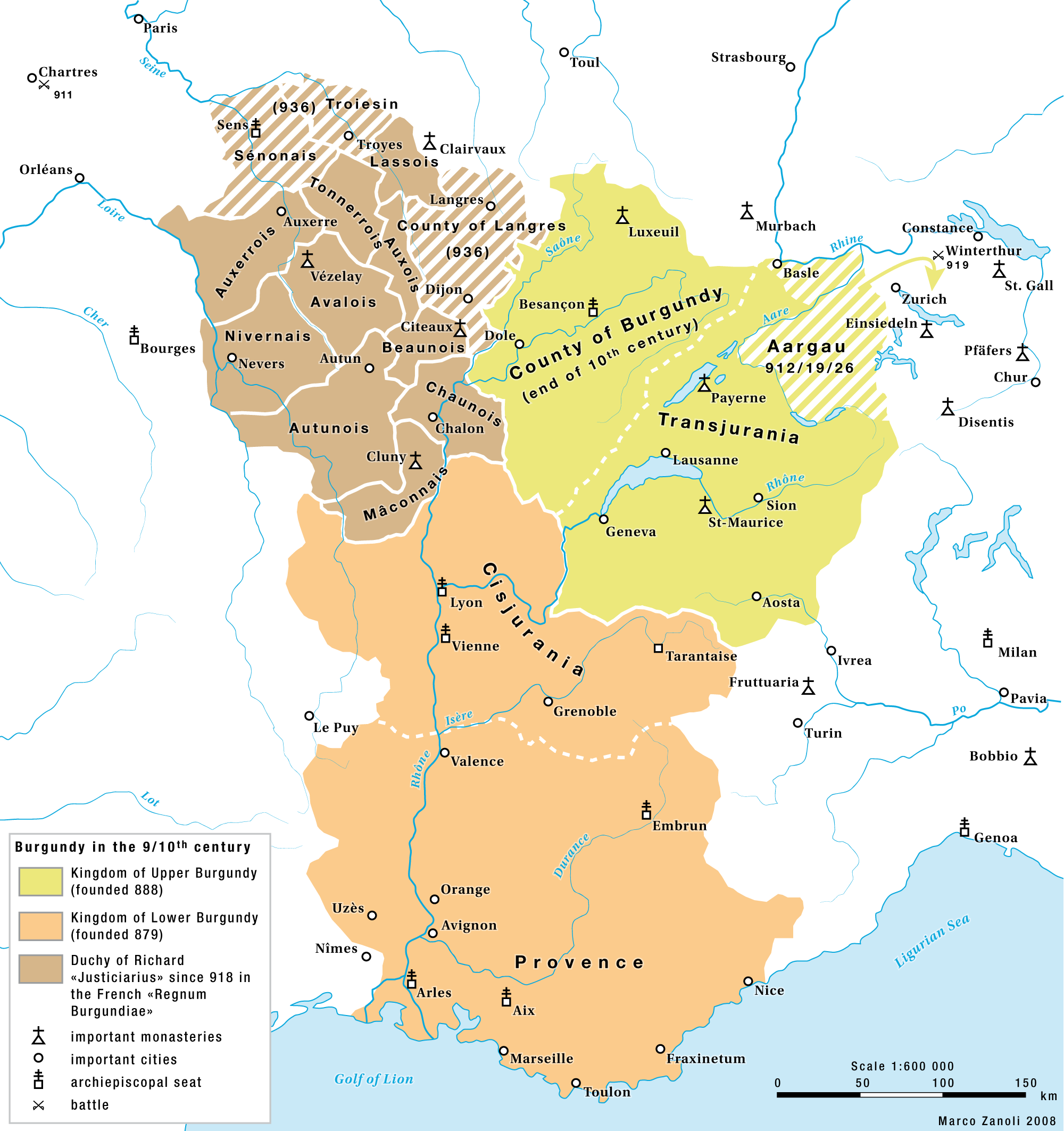
Le royaume de Bourgogne au Xe siècle

Aicard s'oppose également au Saint-Siège. Le contexte des années 1070 est particulier avec l'élection en 1073 du rigoureux cardinal Hildebrand au siège épiscopal sous le nom de Grégoire VII et la mise en application progressive de la Réforme grégorienne par laquelle la papauté essaye de récupérer les menses épiscopales accaparées par les grands d'un côté, et la Querelle des Investitures qui oppose l'empereur Henri IV et le pape pour le contrôle de l'Église, à travers la nomination des évêques.
Dans cette querelle, l'archevêque Aicard prend parti pour le suzerain de la Provence qui fait partie du royaume de Bourgogne, apanage de l'Empereur depuis 1032.
Pour certains historiens toutefois, cette prise de position serait plus une manière de manifester son opposition au durcissement de la papauté vis-à-vis des usages épiscopaux provençaux-languedociens (donum), usages probablement mis en œuvre lors de la désignation de l'abbé de Montmajour Bermond et assimilés par le Saint-Siège à la simonie, qu’une opposition initiale délibérée contre le pape.
Ainsi, Aicard se trouve mêlé à deux conflits qui convergent : un conflit de pouvoir local et une radicalisation des thèses grégoriennes défendues par Grégoire VII.

## Une condamnation papale inappliquée

### Le concile d'Avignon de 1080

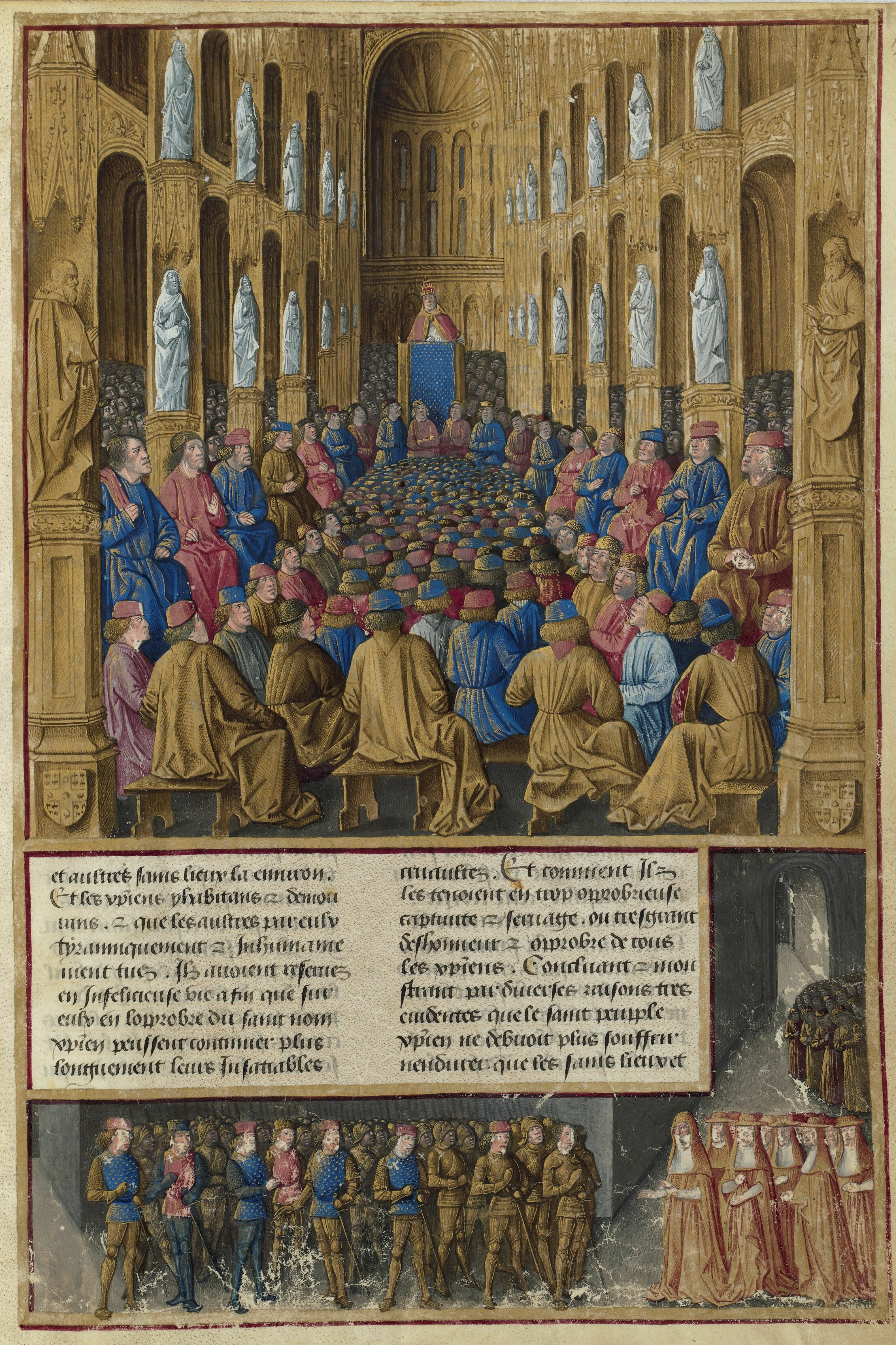
Le prêche du pape Urbain II au concile de Clermont. Miniature de Jean Colombe, extraite des Passages d'outremer, vers 1474, BNF, Fr.5594.

Un concile se tient en 1080 à Avignon sous la présidence des légats pontificaux Hugues de Die et Richard de Millau, l'abbé de Saint-Victor de Marseille et oncle maternel d'Aicard. Il s'agit d'un des nombreux conciles qui à la fin du XIe siècle cherchent à affirmer le pouvoir du pape sur l'Église et à mettre au pas les partisans de l'Empereur, depuis qu'avec la pénitence de Canossa en janvier 1077 a été reconnue la victoire du pape Grégoire. Mais, pendant de nombreuses années encore, la mainmise sur les élections d'évêques fait l'objet de nombreuses crises locales.
Le prélat arlésien est déposé et, par la même occasion, Brémond, l'abbé de Montmajour, homme lige d'Aicard, est chassé de son monastère,.
Cependant, Aicard est soutenu par le peuple, le clergé, les familles des Baux et des Porcelet et le comte de Saint-Gilles, Raimond IV. Ainsi, la ville refuse la destitution de son archevêque et interdit l'entrée à Gibelin de Sabran, le nouveau prélat désigné par le pape et soutenu par le comte Bertrand.
Aicard usurpe le diocèse d'Arles pendant de nombreuses années. Cette curieuse situation est illustrée quinze ans plus tard, lors du passage du pape Urbain II en France en 1095 et 1096. Après avoir débarqué en juillet 1095 à Maguelonne, Urbain II prêche la première croisade et sillonne dans le Midi de nombreuses villes du Languedoc et de Provence (Montpellier, Nîmes, Saint-Gilles, Tarascon, Avignon, Aix, Cavaillon…) tout en évitant soigneusement la cité d'Arles encore aux mains d'un évêque banni.
En dépit de l'hostilité de son oncle maternel Richard, l'abbé de Saint-Victor et désormais abbé de Montmajour, l'archevêque d'Arles bénéficie du soutien de sa famille, les vicomtes de Marseille qui à partir de 1079 désertent l'entourage du comte Bertrand. Il faut attendre 1116 pour voir à nouveau un vicomte de Marseille, en l'espèce Pons de Peynier, figurer aux côtés d'un comte de Provence.

### Le statu quo
Cette inapplication de la décision du pape s'explique principalement par le soutien qu'obtient Aicard auprès des puissances locales.
Malgré les accusations portées contre lui par le comte et reprises par le pape, Aicard n’apparaît pas comme un prélat indigne. Il continue la politique réformatrice de son prédécesseur Raimbaud, notamment en faveur de la vie commune des chanoines et du développement du patrimoine cathédral et épiscopal. Ses bonnes relations avec les grandes familles arlésiennes et le comte de Saint-Gilles Raymond IV facilitent en effet les nombreuses donations et restitutions dont bénéficient le chapitre et l’archevêché pendant toutes ces années. Enfin, c’est lui qui fait terminer en 1091 la rédaction du cartulaire du chapitre, le premier cartulaire cathédral de Provence, connu sous le nom d’Authentique de Saint-Trophime.
Dans le camp opposé, Urbain II, tout en renouvelant son soutien à Gibelin, ne répète pas la condamnation d'Aicard, devenu entre-temps l'allié et le protégé du comte de Saint-Gilles Raymond IV qui est alors le plus fort soutien laïc au projet de croisade. Le pape, oubliant les griefs de son prédécesseur, semble donc s'être résolu au statu quo.

## Le chassé-croisé avec Gibelin

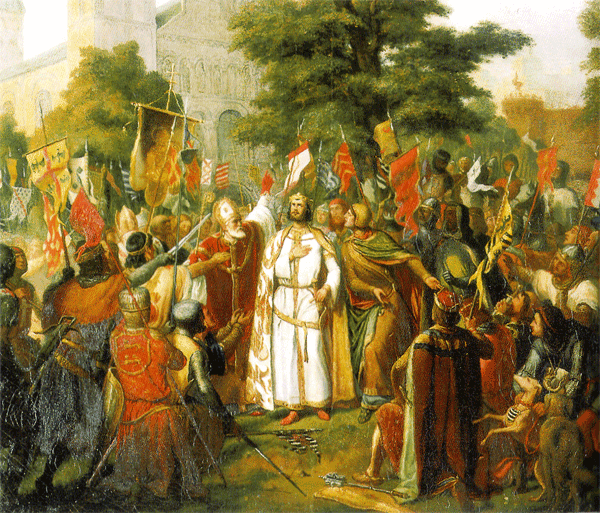
Raymond de Saint-Gilles et les Provençaux à la première croisade.

Aicard abandonne son diocèse probablement dans les années 1098 - 1099, certainement au moment de son départ en Terre sainte, à la suite du comte de Saint-Gilles Raimond IV, l'un des quatre chefs croisés. D'après Augustin Fabre, il est en Palestine dès 1099, lors de la prise de Jérusalem.
À cette même époque Gibelin, s'étant fait relever par une bulle du pape Urbain II des serments de renoncement à l’archevêché d’Arles qu'il avait dû prononcer en 1080 sous la menace des Arlésiens, redevient archevêque de la cité provençale.
Aicard effectue plusieurs allers-retours entre la Provence et la Palestine. L'historien Jean-Pierre Poly le signale à nouveau en Provence en 1102, peu de temps avant une expédition servant à exiler du diocèse d'Arles quelques personnes devenues gênantes pour l'Église grégorienne : l'archevêque Aicard, lui-même, excommunié mais cherchant à reprendre son siège, Bertrand des Porcellets, sacriste de la cathédrale d'Arles et Raymond, doyen du chapitre d'Avignon « qui avaient trop longtemps cumulé leur office cathédral avec les plaisirs de la chair ». Vers 1103-1105, on le retrouve donc dans le comté de Tripoli avec le comte de Saint-Gilles.
À la mort de Raymond de Saint-Gilles en 1105, Aicard revient de nouveau Arles, rapportant une relique de la Vraie Croix qu'il offre à la cathédrale d'Arles. Il récupère vraisemblablement la charge du diocèse à la fin 1107 lorsque Gibelin envoyé par le pape Pascal II en tant que légat en Palestine devient patriarche de Jérusalem jusqu'à sa disparition en avril 1112. Ensuite Aicard conserve certainement son poste d'archevêque d'Arles jusqu'en 1113, date présumée de sa mort que Jean-Pierre Poly, sur la base du Cartulaire de Saint-Victor, situe au mois d'août.

## Succession et postérité

### Une succession imposée par les grégoriens
La vacance du poste d'archevêque, entre 1113 et octobre 1115, date de la nomination du nouvel archevêque Aton ou Atton, montre à l'évidence la persistance des tensions entre puissances locales pour désigner un successeur définitif. L'ancien conflit existant entre la famille comtale et le pape représenté par ses légats d'un côté et la famille vicomtale de Marseille avec ses alliés de l'autre se double à cette époque des difficultés liées à l'implantation de la nouvelle dynastie des comtes de Provence.
Cette succession organisée en 1112 par l'ancien abbé de Saint-Victor et support de la politique papale Richard de Millau, désormais archevêque de Narbonne, souligne l'importance de ce personnage qui réussit à placer à l'archevêché d'Arles son neveu Atton de la famille – comme lui et la comtesse de Provence Douce – des vicomtes de Millau. Légat du pape, Richard de Milhaud impose ainsi la réforme grégorienne et vers 1115, la plupart des sièges épiscopaux du midi n'appartiennent plus aux grandes familles aristocratiques traditionnelles.

### Un mouvement précurseur de l'autonomie communale?
En dépit d'un archiépiscopat mouvementé, le souvenir de l'archevêque, du moins au sein du milieu canonial, demeure excellent encore au milieu du XIIe siècle ainsi qu'en témoigne la révérence faite au vénérable archevêque Aicard dans la liste des reliques de la cathédrale d'Arles dressée lors de la translation du corps de saint Trophime en 1152.
La rébellion épiscole d'Aicard entraîne un déclin temporaire – jusqu'au milieu du XIIe siècle – du diocèse arlésien qui perd de son importance au profit de celui d'Aix-en-Provence, érigé en siège métropolitain depuis 794.
Dans cette rébellion, l'historien arlésien Anibert a vu, au niveau politique, le ferment des idées d'émancipation de la cité qui se concrétiseront cinquante ans plus tard par l'instauration du consulat crée à Arles en 1131, deux ans après celui d’Avignon. Ce nouveau régime communal sera instauré sous la conduite de l’archevêque Bernard Garin, dans une période confuse préfigurant les guerres baussenques qui vont éclater entre les comtes de Provence et la maison des Baux.